# 阿尔普塔尔
阿尔普塔尔（德語：Alpthal）是瑞士联邦施维茨州施维茨区的市镇。该市镇面积为22.9平方千米，海拔高度996米，2018年12月31日人口数为616。